# Episodi di Teenage Mutant Ninja Turtles - Tartarughe Ninja (quinta stagione)
La quinta e ultima stagione della serie animata Teenage Mutant Ninja Turtles - Tartarughe Ninja è stata trasmessa in prima visione negli Stati Uniti d'America sul canale Nickelodeon dal 19 marzo 2017. In Italia l'ultima stagione è stata trasmessa in prima visione assoluta dal 1º maggio 2017 al 17 agosto 2018 su Nickelodeon, in chiaro è stata trasmessa in prima tv dal 2019 su Super!
| n° (serie) | n° (stagione) | Titolo originale               | Titolo italiano                             | Prima TV USA      | Prima TV Italia |
| ---------- | ------------- | ------------------------------ | ------------------------------------------- | ----------------- | --------------- |
| 105        | 1             | Scroll of the Demodragon       | La pergamena del Demodragon                 | 19 marzo 2017     | 1º maggio 2017  |
| 106        | 2             | The Forgotten Swordsman        | Uno spadaccino del passato                  | 26 marzo 2017     | 2 maggio 2017   |
| 107        | 3             | Heart of Evil                  | Il cuore del male                           | 2 aprile 2017     | 3 maggio 2017   |
| 108        | 4             | End Times                      | La fine dei tempi                           | 9 aprile 2017     | 4 maggio 2017   |
| 109        | 5             | When Worlds Collide: Part 1    | Quando i mondi si scontrano (prima parte)   | 18 giugno 2017    | 5 gennaio 2018  |
| 110        | 6             | When Worlds Collide: Part 2    | Quando i mondi si scontrano (seconda parte) | 18 giugno 2017    | 8 gennaio 2018  |
| 111        | 7             | Yojimbo                        | Il samurai errante                          | 23 luglio 2017    | 9 gennaio 2018  |
| 112        | 8             | Osoroshi no Tabi               | Un viaggio spaventoso                       | 30 luglio 2017    | 10 gennaio 2018 |
| 113        | 9             | Kagayake! Kintaro              | La forza interiore                          | 6 agosto 2017     | 11 gennaio 2018 |
| 114        | 10            | Lone Rat and Cubs              | Il topo solitario e le quattro tartarughine | 13 agosto 2017    | 12 gennaio 2018 |
| 115        | 11            | The Wasteland Warrior (1)      | La guerriera del deserto                    | 22 settembre 2017 | 7 agosto 2018   |
| 116        | 12            | The Impossible Desert (2)      | Il deserto dell'impossibile                 | 22 settembre 2017 | 8 agosto 2018   |
| 117        | 13            | Carmageddon! (3)               | Carmageddon!                                | 22 settembre 2017 | 9 agosto 2018   |
| 118        | 14            | The Curse of Savanti Romero    | La maledizione di Savanti Romero            | 27 settembre 2017 | 10 agosto 2018  |
| 119        | 15            | The Crypt of Dracula           | La cripta di Dracula                        | 27 settembre 2017 | 13 agosto 2018  |
| 120        | 16            | The Frankenstein Experiment    | L'esperimento di Frankenstein               | 4 ottobre 2017    | 14 agosto 2018  |
| 121        | 17            | Monsters Among Us              | I mostri sono tra noi                       | 11 ottobre 2017   | 15 agosto 2018  |
| 122        | 18            | Wanted: Bebop & Rocksteady (1) | Ricercati: Bebop e Rocksteady               | 12 novembre 2017  | 16 agosto 2018  |
| 123        | 19            | The Foot Walks Again! (2)      | Il clan vive ancora                         | 12 novembre 2017  | 17 agosto 2018  |
| 124        | 20            | The Big Blowout (3)            | Il grande successo                          | 12 novembre 2017  | 17 agosto 2018  |

## La pergamena del Demodragon
Con la sconfitta definitiva di Shredder, le tartarughe possono finalmente festeggiare la loro vittoria finale sul loro nemico. Al tempo stesso, però, il Clan del Piede è ancora vivo, e deve essere distrutto, prima che qualcosa di spiacevole possa accadere.
Raffaello e Casey danno la caccia a un essere misterioso incappucciato, e la corsa finisce quando l'essere viene aiutato dagli altri esseri come lui, che stanno cercando di catturare Raffaello e Casey, ma questi ultimi riescono a salvarsi.
Tornati al covo, Raffaello e Casey raccontano ai loro compagni quello che hanno appena vissuto. Per investigare un po’ di più, Leonardo suggerisce di dividersi in tutta la città alla ricerca di quegli esseri. Leonardo e Michelangelo li trovano a rubare una pergamena molto importante, e decidono di fermarli, ma arriva la polizia, e sono costretti a battere in ritirata.
Più tardi, Donatello fa una ricerca sul suo computer, e scopre che la pergamena era capace di risvegliare un antico essere, conosciuto come Kavaxas, un demodragon dall'inferno, dotato di grandi poteri, tra cui quello di riportare in vita i morti.
Le tartarughe, April e Casey si infiltrano nel nascondiglio segreto di quegli esseri, e scoprono chi è il loro leader: Tiger Claw. Il gruppo cerca di agire, ma viene scoperto e assiste impotente al ritorno di Kavaxas, che diventa servo di Tiger Claw e comincia a dare la caccia ai suoi nemici, ma quando si allontanano, Tiger Claw gli ordina di fermarsi. Poco dopo Tiger Claw ordina a Kavaxas un altro compito: risvegliare Shredder.

## Uno spadaccino del passato
Kavaxas riporta in vita Razhar e spiega a Tiger Claw che per risvegliare Shredder gli servono il suo elmo e il suo cuore.
Nel frattempo, Karai e Shinigami seguono dei ninja mercenari che anni fa li hanno traditi, e decidono di seguirli per conoscerne il motivo. Presto le due scoprono che i ninja erano comandati da un famoso guerriero cieco chiamato Tatsu, che stava rubando l'elmo di Shredder dal museo, e decide di attaccarle.
Le tartarughe, Casey e April vengono in soccorso di Karai e Shinigami, e combattono contro i soldati ninja, guidati dal criminale Tatsu, ma la lotta viene interrotta dall'arrivo di Kavaxas, che uccide brutalmente Tatsu e ruba l'elmo. Il gruppo fugge e si allea con i ninja mercanari, mantenendo la promessa che insieme dovranno sconfiggere Kavaxas.

## Il cuore del male
Le tartarughe inseguono gli uomini del criminale Don Vizioso, che hanno una valigetta contenente il cuore di Shredder, un potente e antico artefatto che può risvegliare Shredder, ma falliscono, quando Bebop e Rocksteady rubano il cuore del male. Leonardo e Donatello cercano di sconfiggere Bebop e Rocksteady, mentre Raffaello, Michelangelo, April e Casey cercano di sconfiggere Kavaxas e Tiger Claw, ma falliscono. Tiger Claw dà a Kavaxas il cuore, e il desiderio di Tiger Claw si è finalmente compiuto: Shredder è tornato.

## La fine dei tempi
Shredder è tornato, e il desiderio di Tiger Claw si è finalmente compiuto. Ma ora c’è qualcosa di più grande da compiere: il desiderio di vendetta di Shredder nei confronti dei suoi nemici, che hanno provocato la sua morte. Le tartarughe, intanto, tornano nel covo di Tiger Claw, per fermarlo prima che possa causare qualcosa. Michelangelo prende uno strano ciondolo, che permetteva a Tiger Claw di dare ordini a Kavaxas, e Michelangelo comincia a dare ordini a Kavaxas. Tuttavia, approfittando della sua distrazione, Bebop prende il ciondolo dalle mani di Michelangelo, e lo ridà a Tiger Claw.
Kavaxas rivela però di averlo ingannato, in quanto riportare in vita Razhar e Shredder significava farne suoi schiavi, e dalla strada si apre una crepa dall'inferno e dei fantasmi invadono New York. Le tartarughe, April, Casey, Karai e il fantasma di Splinter combattono contro i loro nemici e infine uccidono definitivamente Kavaxas, riportandolo all'inferno insieme a Shredder. Così facendo, la crepa si richiude, Tiger Claw, Fishface e Razhar scompaiono dalla scena, mentre le tartarughe, April, Casey e Karai escono dalle fogne per festeggiare la loro vittoria sulla dipartita definitiva dei loro nemici.

## Quando i mondi si scontrano
I salamandriani atterrano sulla Terra per salvarla da un loro simile cattivo chiamato Newtralizer, alleandosi con le tartarughe. Newtralizer, che vuole distruggere gli Utrom (che anche se buoni li considera alla stregua dei Kraang, perciò nemici) è più forte che mai e ha dei nuovi poteri e riesce a sconfiggere i salamandriani, April, Karai, le tartarughe, e a fulminare Michelangelo e a farlo scomparire. All'ultimo momento si accorgono che Lord Dregg ha seguito i salamandriani per distruggere la Terra alleandosi con il suo alleato Newtralizer.
Lord Dregg arriva sulla terra a cavallo di un ragno gigante, i suoi servi catturano Leo e il generale salamandriano. Rafaello, Donatello, Karai, April e la salamandriana chiamata Monalisa si nascondono in una farmacia. A un tratto vengono attaccati da Newtralizer e dai soldati di Dregg. Proprio nel momento del bisogno appare Michelangelo, che con il potere dell'elettricità e della super-velocità ferisce Newtralizer che per vendicasi cattura Donatello e scappa via. Raffaello, April, Karai e Monalisa entrano nella base di Dregg e liberano Leonardo e Donatello, mentre Michelangelo libera il comandante salamandriano e con il suo aiuto sconfigge Newtralizer in un campo elettrico dentro il ragno, riuscendo così a salvare la Terra.

## Il samurai errante
Miyamoto Usagi, un coraggioso coniglio samurai, e Kintaro, un cane che racchiude i più potenti poteri, partono verso un pericoloso viaggio nelle foreste del Giappone per arrivare al tempio. Intanto Jei recluta da un'altra dimensione le tartarughe, le ipnotizza e gli ordina di sconfiggere Usaji e di portargli Kintaro, e le tartarughe sono obbligate a obbedire. Durante il viaggio, i due incontrano le tartarughe, scontrandosi contro di loro, pensando che sono dei soldati di Jei, ma quando capiscono che erano ipnotizzate smettono di combattere tra di loro e decidono di stringere un'alleanza per fermare Jei, che vuole conquistare il Giappone. Le tartarughe, Usaji e Kintaro si mettono in cammino, finché non finiscono in un'imboscata di Samurai guidata dallo spietato servo di Jei, Sumo Kuma. Ma il gruppo, trovata una via di fuga, precipita da un burrone.

## Un viaggio spaventoso
Appena caduti a terra si rimettono in viaggio. Per arrivare al tempio devono oltrepassare una foresta di Yokai (mostri giapponesi); dopo poco tempo Donatello si accorge che Michelangelo e Raffaello sono spariti, così le tartarughe e i due animali vanno a cercarli e vedono che sono circondati da procioni pazzi, i Bagga Tanuky. Quando li sconfiggono riprendono il loro viaggio passando per una grotta, dove vengono attaccati da un mostro donna-gatto-ragno, ma riescono a scappare grazie all'aiuto dei Tanuky che si stavano divertendo a fare i dispetti al mostro della caverna. Poi si accampano e si mettono a dormire, ma Jei li attacca nel sonno e cerca di distruggerli, ma poi le tartarughe capiscono che stanno dormendo e si svegliano.

## La forza interiore
Il giorno dopo, le tartarughe, Miyamoto e Kintaro continuano il loro viaggio verso le montagne giapponesi, fino al tempio dello Yogoruga, per sconfiggere una volta per tutte Jei. Dopo aver attraversato le montagne, il gruppo arriva finalmente al Tempio dello Yogoruga, dove si scatena una battaglia contro Jei. La battaglia finisce quando Jei cerca inutilmente di uccidere Kintaro, facendolo cadere nel baratro, ma Usaji lo trafigge con la sua spada, e Jei perde l'equilibrio. Leonardo riesce a salvare Kintaro, mentre Jei muore cadendo nel baratro. Dopo la battaglia, le tartarughe fanno ritorno sulla Terra, a New York, mentre Usaji, ora che il tempio è salvo, se ne va per la sua strada, e Kintaro, che riesce a liberare finalmente i suoi poteri, decide di rimanere al tempio.

## Un topo e quattro tartarughe
Un flashback mostra come Splinter e le quattro tartarughe hanno trovato la loro tana sotterranea mentre venivano inseguiti dai Kraang. Dopo la sua vittoria, a Splinter è stata data una seconda possibilità alla paternità, chiamando le piccole Tartarughe come i suoi artisti italiani preferiti del Rinascimento.

## La guerriera del deserto
In un futuro post-apocalittico alternativo, tutti gli umani e la maggior parte della popolazione sono stati spazzati via a causa di un'esplosione: l'Apocalisse Mutagena, estremamente potente. Solo Raffaello (ormai adulto) e Donatello (la cui coscienza è stata trasferita in Metalhead) hanno viaggiato attraverso il Deserto cercando di salvarsi mentre venivano inseguiti dai Verminator motociclisti, dei tarsi mutanti. Fanno amicizia con una mangusta guerriera di nome Mira, l'ultima della sua tribù, che ha un tatuaggio sul braccio che raffigura la mappa per arrivare in un'oasi, e che deve trovare una tartaruga saggia chiamata Pizza farcita.

## Il deserto dell'impossibile
Raffaello, Donatello e Mira continuano ad essere intrappolati da continue tempeste di sabbia in tutto il deserto, ma vengono salvati nientemeno che da Mordicchio che è cresciuto considerevolmente nel corso dei decenni. Sulla loro strada, riescono a trovare Pizza farcita che è, in realtà, Michelangelo, che li porta alla sua casa, dove vedono Gatta Gelato alla crema e Mordicchio. Mentre le tre tartarughe si stanno avvicinando e stanno cercando di accettare la perdita di Leonardo, sono tutte attaccate da Verminator Rex che rapisce Mira e Raffaello.

## Carmageddon!
Essendo ancora arrabbiato con Raffaello per averlo sconfitto, Verminator Rex avverte Maximus Kong dell'accaduto. Intanto Raffaello, dopo aver sconfitto con successo Verminator Rex, diventa il leader della tribù. Raffaello, Donatello, Michelangelo, Mira e i verminator se ne vanno via in cerca dell'oasi. Mentre continuano la loro ricerca per l'oasi, arriva Maximus Kong che combatte contro Raffaello e la tartaruga scopre che Maximus Kong, in realtà, è suo fratello Leonardo. Maximus Kong (Leonardo) riconosce Raffaello e, mettendo fine alla battaglia, racconta ai fratelli che quando combatté, proprio quando i kraang lanciarono il mutageno per tutta la città, a lui cadde un contenitore di mutageno addosso, facendogli subire una seconda mutazione. Dopo aver trovato Leonardo, le quattro tartarughe festeggiano felicemente la loro vita insieme.
In ordine di produzione, questo è considerato il 20º (nonché ultimo) episodio della serie.

## La maledizione di Savanti Romero
I piani delle tartarughe per godersi Halloween vengono messi in attesa quando strani lupi e parecchi vampiri, guidati da Savanti Romero minacciano di trasformare la città. Proprio nel momento cruciale arriva Renet, che catapulta le tartarughe in Egitto per vietare a Savanti di reclutare anche la mummia.
Quando entrano nelle piramidi Donatello usa la sua App per tradurre i geroglifici sulle pareti; dopo aver sconfitto le mummie che li hanno attaccati subito dopo, riescono ad entrare nella tomba del Faraone. Improvvisamente il sarcofago si apre ed esce la Mummia del Faraone; arriva Savanti e scappa in un'altra epoca insieme alla Mummia, con le tartarughe e Renet all'inseguimento.

## La cripta di Dracula
Renet trasporta la squadra in Transilvania per fermare Savanti Romero, che recluta il Conte Dracula. Renet veste le tartarughe come cacciatori di mostri e gli consegna Delle armi anti mostro per difendersi.
Ma Blad Dracula infetta Raffaello, trasformandolo in un malvagio vampiro assetato di sangue, e lo ipnotizza per farlo diventare un suo servo, e fa la stessa cosa con un lupo mannaro.

## L'esperimento di Frankenstein
Savanti recluta il mostro di Frankenstein e presto scatenerà le sue creature nel XXI secolo.

## I mostri sono tra noi
Quando Renet e le tartarughe ritornano in un mondo gestito da mostri, si rendono conto di aver peggiorato la situazione.
Le tartarughe si rifugiano nelle fogne ma lì un vampiro morde Raffaello trasformandolo.
Leonardo, Renet e Michelangelo riescono ad allearsi con Frankenstein e così anche a salvare New York da Savanti Romero.

## Ricercati: Bebop e Rocksteady
Quando la versione del 1987 di Shredder e Krang compaiono nella dimensione delle Tartarughe Ninja del 2012, reclutano gli attuali Bebop e Rocksteady del 2012 in uno schema pericoloso per conquistare entrambi gli universi del 1987 e del 2012 dopo che le loro versioni del 1987 di Bebop e Rocksteady sono state lasciate indietro. La versione di Shredder del 1987 e Krang trovano che i loro piani riescono meglio che mai. Nel frattempo, le versioni del 1987 delle Tartarughe Ninja arrivano anche nel regno del TMNT del 2012 per cercare aiuto dalle attuali Tartarughe Ninja, April O'Neil e Casey Jones, solo per tendere agguati e catturati dagli attuali Bebop e Rocksteady.

## Il clan vive ancora
Le tartarughe (con l'aiuto di April e Casey) addestrano le loro controparti anni '80 a "combattere correttamente" e affrontano una minaccia più grande di quella che hanno mai incontrato mentre Karai e Shinigami individuano Bebop e Rocksteady con un tesoro di soldati robotici dall'aspetto strano. Le versioni delle tartarughe degli anni '80 si infiltrano in un magazzino militare segreto sorvegliato dalla Forza per la protezione della terra per ottenere un microchip transmat per aprire un portale verso la dimensione X.

## Il grande successo
I Mutanimali cercano senza successo di fermare Bebop e Rocksteady del 2012 dall'infiltrarsi nell'edificio del TCRI per ottenere i cristalli di Krang per potenziare il technodrome del 1987. In seguito, le Tartarughe Ninja e April arruolano l'aiuto dei Mutanimali per impedire a Krang e Shredder di distruggere tutte le realtà con un piccolo aiuto dall'improbabilità dei mutanti. Nel frattempo, mentre le Tartarughe ed i loro alleati combattono contro un'orda di soldati, Bebop e Rocksteady scoprono lo schema infido di Shredder e Krang per distruggere la Terra e scegliere di diventare eroi per salvare il pianeta.